# Belisario Randone
Belisario Lucio Randone (Roma, 9 novembre 1906 – Trevignano Romano, 4 agosto 1998) è stato uno sceneggiatore e regista italiano.

## Biografia
Settimo figlio del ceramista Francesco Randone (1864-1935) e della francese Marie Louise Fontaine (1862-1945), svolge inizialmente la professione paterna presso le Mura Aureliane con le sei sorelle – Yris Randone (1888-1958), Honoria (1892-1968), Horitia (1894-1984), Hurania (1896-1965), Lucilla (1900-1971) e Saturnia (1904-1992) – sia a livello amministrativo che come presentatore a mostre ed esposizioni.
Dal 1928 dirige la rivista Cronache d'Arte Educatrice, fondata dal padre.
Nei primi anni Trenta, invece, conosciuto Alessandro Blasetti, si rivolge a un ambito di interesse e di lavoro completamente diverso: il cinema, per il quale compare per la prima volta nel 1934 come direttore di produzione del film Il canale degli angeli di Francesco Pasinetti, svolgendo anche attività di sceneggiatore, aiuto regista e produttore. Tra il 1942 e il 1944 diresse due film, L'uomo venuto dal mare, affiancato da Roberto De Ribon e Turno di notte, versione italiana del film francese Service de nuit di Jean Faurez.
Principalmente, però, ha lavorato come commediografo, collaborando sovente con Giuseppe Marotta (Veronica e gli ospiti, Vado per vedove, Bello di papà e Il contratto) e regista teatrale, oltre che come scrittore radiofonico (la serie Una commedia in trenta minuti) e televisivo, a partire dal 1958, con L'altra madre diretto da Mario Ferrero. Per il piccolo schermo fino al 1974 firmerà numerosi altri lavori, tra i quali Processo a Maria Antonietta, Il numero vincente, L'avvocato Caraturo, Markheim, La cordicella, La provvidenza e la chitarra, Il novelliere e Una nuova vita, episodio della serie Vivere insieme. Grandi successi da lui sceneggiati furono Coralba con Rossano Brazzi, due episodi di Nero Wolfe con Tino Buazzelli e i tre episodi di Philo Vance con Giorgio Albertazzi.
Muore nell'agosto del 1998 all'età di 91 anni. Il suo fondo, costituito da una ventina di copioni radiofonici e televisivi, è conservato presso la Biblioteca del Museo Teatrale della SIAE.

## Filmografia

### Regista cinema
- L'uomo venuto dal mare (1942)
- Turno di notte (1944) – anche sceneggiatura ed edizione

### Altre collaborazioni
- Il canale degli angeli, regia di Francesco Pasinetti (1934) – direttore di produzione
- Squadrone bianco, regia di Augusto Genina (1936) – direttore di produzione
- Il fu Mattia Pascal, regia di Pierre Chenal (1937) – direttore di produzione
- Voglio vivere con Letizia, regia di Camillo Mastrocinque (1938) – aiuto regista
- Soltanto un bacio, regia di Giorgio Simonelli (1942) – sceneggiatura e supervisione alla regia
- Gran Premio, regia di Umberto Scarpelli e Giuseppe Domenico Musso (1944) – sceneggiatura
- Vertigine d'amore, regia di Luigi Capuano (1948) – produttore
- Madame du Barry, regia di Christian-Jaque (1954) – organizzatore generale
- Cheri-Bibi (Il forzato della Guiana) (Chéri-Bibi), regia di Marcello Pagliero (1955) – sceneggiatura

### Sceneggiature televisive (parziale)
- Racconti napoletani di Giuseppe Marotta (1962)
- Un bambino (1965)
- Il signor Saval a Parigi, regia di Flaminio Bollini (1966)
- Serata con Cesare Pavese (1967)
- La Roma di Moravia (1967)
- Veleno in sartoria, episodio di Nero Wolfe, regia di Giuliana Berlinguer (1969)
- Coralba, regia di Daniele D'Anza (1970)
- Salsicce "Mezzanotte", episodio di Nero Wolfe, regia di Giuliana Berlinguer (1971)
- Seguirà una brillantissima farsa..., regia di Fulvio Tolusso (1973)
- Philo Vance, regia di Marco Leto (1974)